# 1983 (Melvins EP)
1983 és un EP de la banda Melvins lanzado en medio de la gira “51 Lite” la cual la banda emprendió por los EE. UU. y la cual también busca entrar en el Libro Guinness de los récords por realizar 51 actuaciones por los 51 estados del país norteamericano sin un día de descanso, esto incluyendo a Hawái, Washington y Alaska. La placa fue publicada por Amphetamine Reptile Records. Como el título sugiere, el trabajo cuenta con cuatro pistas con la alineación de la banda de 1983: Buzz Osbourne en voz y guitarra, Dale Crover en bajo y Mike Dillard en batería. 1983 es el tercer lanzamiento de Melvins en 2012 luego de su Ep “The Bulls & the Bees” y su último LP llamado “Freak Puke”.

## Lista de canciones
| N.º | Título              | Escritor(es)       | Duración |  |
| 1.  | «Psycho-Delic Haze» |                    | 4:11     |  |
| 2.  | «Stick’em Up Bitch» | Cover de Pop-O-Pie | 4:14     |  |
| 3.  | «Stump Farmers»     |                    | 2:22     |  |
| 4.  | «Walters Lips»      | Cover de The Lewd  | 3:12     |  |

## Personal
- Buzz Osborne - Guitarra, voz
- Dale Crover - Bajo
- Mike Dillard - Batería